# 何伟 (演员)
何伟（1956年—），男，吉林长春人，中国演员，长春话剧院演员，中国电影金鸡奖最佳男配角得主。代表作为电影《高山下的花环》。